# Грибанов, Борис Николаевич
Бори́с Никола́евич Гриба́нов (1918—2005) — советский и американский коллекционер, галерист; торговец поддельными картинами русских и европейских художников. В 1969 году был арестован КГБ СССР и осуждён на 10 лет. После отбытия наказания эмигрировал в США.

## Биография
Борис Грибанов родился в 1918 году. Офицер-подводник, кандидат технических наук, полковник. В РККА с 1936 года.
Приказом по ТОФ № 485 от 31 августа 1945 года командир БЧ-5 ПЛ «Щ-133» ОДПЛ Владимиро-Ольгинской ВМБ ТОФ инженер капитан-лейтенант Грибанов награждён орденом Красной Звезды за отличную подготовку материальной части, требующей капитального ремонта и обеспечение безаварийного состоянии механизмов. До этого момента в боях не участвовал, не награждался и ранен не был.
Во время Второй мировой войны начал коллекционировать русскую и зарубежную живопись, скупая картины за бесценок в блокадном Ленинграде. Часть коллекции составляли работы русских авангардистов. После окончания войны Грибанов занялся торговлей поддельными картинами с фальшивыми подписями знаменитых живописцев, сбывая их главным образом в Москве через комиссионный магазин на Арбате.
«Грибановское дело» было первым большим делом эксперта по живописи Государственной Третьяковской галереи и, одновременно, эксперта Комитета государственной безопасности СССР (КГБ СССР) Мильды Виктуриной. В 1969 году Грибанов, взятый с поличным, был арестован сотрудниками КГБ и осуждён на 10 лет. Основой доказательной базы для обвинения стали экспертные заключения Виктуриной. Во время следствия Грибанов выдал всех сообщников, в том числе Валентина Трескина по прозвищу Тэн — секретаря драматурга Николая Погодина. Коллекция Грибанова, включавшая более двухсот полотен русских и европейских художников, была конфискована; сам он отбывал наказание в Чите и Костроме.
«Грибановское дело» могло быть и одним из сфабрикованных КГБ дел против советских коллекционеров по насильственному изъятию частных коллекций в пользу государства, а Мильда Виктурина могла быть использована КГБ втёмную. (Так, самая большая в мире частная коллекция картин Василия Тропинина, принадлежавшая Феликсу Вишневскому, была «добровольно» подарена коллекционером государству в обмен на незаведение против него уголовного дела).
После отбытия заключения Борис Грибанов эмигрировал в США и позднее переселился в Европу. По свидетельству Виктуриной, Грибанов, выйдя на свободу, обещал её убить. В США Грибанов привёз с собой остатки коллекции и организовал там галерею, экспонаты которой постоянно подвергались критике с точки зрения их подлинности. В 1990-х годах Борис Грибанов сделал попытку продать минскому музею «авторское повторение» «Чёрного квадрата» Казимира Малевича, но музей, обратившийся за консультацией к Мильде Виктуриной, отказал ему в покупке.
В 1999 году в Москве были опубликованы мемуары Бориса Грибанова «Картины и жизнь». В них Грибанов, помимо прочего, выделил свою роль в собирании русского авангарда — не просто сравнив себя с крупнейшим коллекционером русского авангарда Георгием Костаки, но поставив себя впереди него («я и Костаки»):
Особое место в моей коллекции всегда занимал русский авангард. Наверное, я и Г. Костаки были одними из первых отечественных собирателей работ малоизвестных ещё тогда у нас Малевича, Кандинского, Клюна и др. Некоторые уникальные работы этих мастеров были подарены мною в музеи, многие конфискованы, остальные, то есть их основная часть, до сих пор остаются у меня.

## Комментарии
1. ↑  По свидетельству адвоката Трескина, Семёна Арии, который вёл более раннее его дело конца 1950-х — начала 1960-х годов, Трескин в то время был осуждён по сфабрикованному делу в связи с насильственным изъятием КГБ частных собраний советских коллекционеров (см.: Асриянц Сергей. Семён Ария. Новая газета (7 мая 2007). Дата обращения: 10 июля 2016. Архивировано из оригинала 17 августа 2016 года.).
2. ↑  Помимо собственно картины «Чёрный квадрат» 1915 года, находящейся в Государственной Третьяковской галерее, существуют три атрибутированных, с провенансом, авторских повторения полотна, находящихся в Третьяковской галерее, Государственном Русском музее и Государственном Эрмитаже. Активность Грибанова, видимо, не случайно совпала по времени с появлением на рынке и атрибуцией третьей авторской копии, купленной затем Эрмитажем.